# Kronprinsesse Victoria af Sverige
Hendes Kongelige Højhed Kronprinsesse Victoria af Sverige (Victoria Ingrid Alice Desirée), hertuginde af Västergötland, (født 14. juli 1977) er datter af kong Carl 16. Gustav og dronning Silvia og er Sveriges tronarving. Hun blev født prinsesse, men blev ved en grundlovsændring kronprinsesse 1. januar 1980. Hendes søskende er prins Carl Philip og prinsesse Madeleine.

## Opvækst
Victoria blev født den 14. juli 1977 klokken 21:45 CET på Karolinska Universitetshospital i Solna i Sverige. Hun er ældste barn af kong Carl XVI Gustaf og dronning Silvia (født Sommerlath). Hun er født som prinsesse af Sverige og blev tronarving i stedet for sin lillebror den 1. januar 1980 med den parlamentariske ændring af tronfølgeloven.
Hendes fornavne er til ære for forskellige slægtninge. Hendes fornavn kommer primært fra hendes tipoldemor, Dronning Victoria af Sverige. Hendes andre navne er til ære for hendes grandtante Dronning Ingrid af Danmark, hendes mormor, den brasilianske Alice Sommerlath (født de Toledo), og Desirée efter Désirée Clary, dronning til Karl 14. Johan af Sverige. Desirée var den tidligere forlovede til Napoleon I af Frankrig. Andre med det navn var hendes faster og gudmor, prinsesse Desiree.
Hun blev døbt i Den Kongelige Slotskirke den 27. september 1977. Hendes faddere er Harald V af Norge, hendes morbror Ralf Sommerlath, Beatrix af Holland og hendes tante Prinsesse Désirée, baronesse Silfverschiöld.
Victoria er selv gudmor til en række arvinger til forskellige kongeriger som prinsesse Catharina-Amalia af Nederlandene, Prinsesse Ingrid Alexandra af Norge, Prins Christian af Danmark og prinsesse Eléonore af Belgien.

## Uddannelse
Victoria gik på en grundskole (Ålstensskolan) og Enskilda Gymnasiet i Stockholm, hvorfra hun dimitterede i 1996. Hun studerede 1996/97 på Université Catholique de l'Ouest ved Angers i Frankrig, og i efteråret 1997 deltog hun i et særligt program som følge af arbejdet i parlamentet i Sverige. I årene 1998 til 2000 boede Victoria i USA, hvor hun studerede forskellige fag på Yale University, New Haven, Connecticut. 
I maj 1999 var hun praktikant på den svenske ambassade i Washington DC. I 2000 studerede hun "konfliktløsning og international fredsbevaring" på Försvarshögskolan. Victoria fulgte det svenske formandskab for Den Europæiske Union og afsluttede en uddannelse på regeringskontorerne (Rosenbad) i 2001.
I løbet af forårssemesteret 2002 afsluttede Victoria et studieprogram med den svenske International Development Cooperation Agency (Sida), og i juni og september var hun praktikant ved FN i New York. I efteråret var hun praktikant på det svenske Eksportrådets kontorer i Berlin og Paris. I 2003 fortsatte Victoria sin uddannelse med besøg til svenske virksomheder, en undersøgelse og praktikant-program inden for landbrug og skovbrug samt færdiggørelse af den grundlæggende soldatuddannelse på SWEDINT (the Swedish Armed Forces International Centre).
I 2004 fortsatte Victoria med besøg af svenske virksomheder, og i efteråret fortsatte hun med kurser i statskundskab, internationale relationer og konfliktløsning på det svenske Forsvarsakademi. I 2005 studerede hun privat samfunds-relaterede emner og tog kurser på Stockholms Universitet.
I 2006 indskrev Victoria sig til udenrigsministeriets 'Diplomat Program' fra september 2006 til juni 2007. Programmet er et uddannelsesprogram for unge fremtidige diplomater og giver et indblik i ministeriets arbejde, svensk udenrigs-og sikkerhedspolitik og Sveriges forbindelser med resten af verden. Uddannelsen indebærer foredrag, seminarer, gruppearbejde og besøg hos myndigheder og institutioner. I juni 2009 dimitterede hun med en Bachelor i fred og konflikt fra Uppsala Universitet .

## Bryllup
Kronprinsesse Victoria er gift med Prins Daniel af Sverige. Brylluppet fandt sted 19. juni 2010 i Storkyrkan i Stockholm. Parret blev forlovet 24. februar 2009 efter et langvarigt forhold.

## Børn
Den 23. februar 2012 fødte kronprinsessen en datter, Estelle Silvia Ewa Mary med titlerne prinsesse af Sverige og hertuginde af Östergötland.
Den 2. marts 2016 fødtes parrets andet barn, Oscar Carl Olof, prins af Sverige og hertug af Skåne.

## Titler, prædikater og dekorationer

### Titler og prædikater
- 14. juli 1977 – 31. december 1979: Hendes kongelige højhed Prinsesse Victoria af Sverige
- 1. januar 1980 – 9. januar 1980: Hendes kongelige højhed Kronprinsessen af Sverige
- 9. januar 1980 – nu: Hendes kongelige højhed Kronprinsessen af Sverige, Hertuginde af Västergötland

### Dekorationer

#### Udenlandske dekorationer
- Danmark: Ridder af Elefantordenen (R.E.)  (1995)[8]
- Island: Storkors af Den Islandske Falkeorden (I.F.1.)  (2004)
- Norge: Storkors af Sankt Olavs Orden (No.St.O.1.)  (1995)[9]

## Anetavle
| P                                          | I                      | II                                        | III                                              |
| ------------------------------------------ | ---------------------- | ----------------------------------------- | ------------------------------------------------ |
| Proband: Kronprinsesse Victoria af Sverige | Far: Carl XVI Gustaf   | Farfar: Arveprins Gustav Adolf af Sverige | Farfars far: Gustaf VI Adolf                     |
| Proband: Kronprinsesse Victoria af Sverige | Far: Carl XVI Gustaf   | Farfar: Arveprins Gustav Adolf af Sverige | Farfars mor: Margareta af Connaught              |
| Proband: Kronprinsesse Victoria af Sverige | Far: Carl XVI Gustaf   | Farmor: Prinsesse Sibylla af Sverige      | Farmors far: Carl Eduard af Sachsen-Coburg-Gotha |
| Proband: Kronprinsesse Victoria af Sverige | Far: Carl XVI Gustaf   | Farmor: Prinsesse Sibylla af Sverige      | Farmors mor: Victoria Adelheid af Glücksborg     |
| Proband: Kronprinsesse Victoria af Sverige | Mor: Silvia af Sverige | Morfar: Walther Sommerlath                | Morfars far: Moritz Sommerlath                   |
| Proband: Kronprinsesse Victoria af Sverige | Mor: Silvia af Sverige | Morfar: Walther Sommerlath                | Morfars mor: Erna Waldau                         |
| Proband: Kronprinsesse Victoria af Sverige | Mor: Silvia af Sverige | Mormor: Alice Sommerlath                  | Mormors far: Artur de Toledo                     |
| Proband: Kronprinsesse Victoria af Sverige | Mor: Silvia af Sverige | Mormor: Alice Sommerlath                  | Mormors mor: Elisa Novais Soares                 |